# K–12 (educação)
K–12 (pronuncia-se "k twelve", "k through twelve", or "k to twelve"), é uma expressão norte-americana para designar o intervalo, em anos, abrangido pelo Ensino Primário e Ensino Secundário na educação dos Estados Unidos, que é similar aos graus escolares públicos encontrados, precedendo ao ensino superior, em países como Afeganistão, Austrália, Canadá, Equador, China, Egito, Índia, Irã, Filipinas, Coreia do Sul, Turquia.

## História
A educação pública norte-americana foi concebida em fins do XVIII. Em 1790, a Pensilvânia tornou-se o primeiro estado a impôr uma educação pública e gratuita, ainda que incipiente. Em 1805, o estado de New York aprovou lei semelhante. Em 1820, Massachusetts se tornou o primeiro estado a criar uma escola secundária gratuita, 'Boston Inglês',
Os primeiros sistemas públicos K-12 apareceram no início do XIX século. Nas décadas de 1830 e de 1840 os residentes de Ohio manifestaram um interesse significativo pela ideia de educação pública. As escolas, comumente, neste ponto da história americana, adotavam uma organização que sensivelmente diferia de uma a outra, sem qualquer tentativa de uniformidade. A "Lei Escolar Akron", de 1847 mudou esta situação. Tendo o nome da cidade de "Akron", Ohio, onde, em primeiro lugar, o sistema foi concebido, esta lei, aprovada pelo Legislativo estadual, em grande parte unificou os currículos, a organização e o financiamento dos sistemas escolares locais. Embora esta lei se tenha chamado de "Lei Escolar Akron de 1847", em verdade levou dois anos em tramitação, sendo definitivamente sancionada em 1849.
"Sob a Lei Escolar Akron, um único distrito escolar devia abranger toda uma cidade. Neste distrito deveria haver um determinado número de escolas de ensino fundamental, com os alunos divididos em "graus" distintos baseados em diferenças de desempenho. Quando necessário, a diretoria da escola poderia estabelecer uma escola secundária, financiada por uma tributação adicional. A diretoria da escola, eleita pela comunidade, administraria o sistema e se encarregaria da contratação de pessoal qualificado para se desincumbir de cada uma de suas obrigações."
Em 1930, todos os 50 estados aprovam leis que tornam obrigatória a educação e, em 1965, o presidente Lyndon B. Johnson assinou a Lei de Educação Primária e Secundária (ESEA), reservando parcela significativa do orçamento federal destinado a cada estado para o financiamento dos sistemais regionais de K-12. Esta lei, essencialmente, decretava o K-12 como uma lei nacional.
Desde a sua criação, o K-12 tem sido muito debatido, e sobretudo tem sido alvo de inúmeras ondas de reformismo ao longo dos últimos 50 anos. Na década de 1980, a iniciativa do 'A Nation at Risk', do ex-presidente Reagan, pedia providências, exigindo que a educação pública fosse avaliada com base em padrões de qualidade, e fossem remunerados os professores com base em permanentes avaliações. Na década de 1990, o "Goals 2000 Act" e também o "Improving America´s Schools Act" previam um orçamento adicional oferecido aos estados  para reforçar seus sistemas de K-12. Seguiu-se-lhes, já a partir de 2000, com o "No Child Left Behind Act" e a "Race to the Top Act", um aumento significativo no rigor das avaliações. Em 2015, o presidente Barack Obama assinou a "Every Student Succeeds Act" (ESSA), devolvendo ao governo certo poder sobre as avaliações  e sobre a elaboração de normas.

## Etimologia
A expressão "K-12" é uma abreviatura usada para designar o período que vai do Kindergarten (K), situado entre os 4 ou 6 anos, até o XII grau (12), este para educandos com idade entre 19 anos para 17-, como primeiro e último Graus, respectivamente, da c nos países mencionados acima. O termo relacionado "  'P-12' " também é usado ocasionalmente na Austrália e nos Estados Unidos para se referir ao todo formado pelo K-12 e a Educação Pré-Escolar.
A imagem acima e à direita é uma tabela ilustrativa do sistema de ensino nos Estados Unidos. A tabela mostra a progressão do sistema, começando com o sistema básico de K-12, progredindo, em seguida, até ao de ensino superior. O K-14 refere-se ao K-12, acrescido de mais dois anos de pós-secundário onde o treinamento foi recebida de instituições de formação técnica-profissional, faculdades de juniores ou comunitárias. Os números K referem-se aos anos de escolaridade e continua a avançar em conformidade com o grau procurado.

## Uso
O termo é amiúde usado em website escolares URL, geralmente aparecendo antes do country code top-level domain (ou nos Estados Unidos, o state top-level domain). Os termos "PK-12", "PreK-12", ou "PreK-12" são, por vezes, usados para acrescentar a significação de pré-escola.
Ele também é usado por algumas multinacionais americanas que vendem para o setor educacional, como Dell, tal como a Dell onde os clientes do Reino Unido são apresentados por meio dele a fim de assinalar um segmento do mercado.

## P–12
Na Austrália, P–12 é, por vezes, usado em lugar de K–12, particularmente em Queensland, onde é um termo oficial para na grade curricular. As escolas P-12 atendem crianças até os treze anos, da Pré-Escola até o décimo segundo ano, sem incluir o componente pré-escolar em si mesmo. No Canadá (Nova Escócia) o P-12 é utilizado comumente em lugar de K-12 e atende aos estudantes desde o grau primário até o décimo segundo ano.

## K–14, K–16, K–18 e K–20
O K–14 inclui, do mesmo modo, os Community Colleges (os primeiros dois anos da Universidade). O K–16 acrescenta uma graduação de quatro anos. Para simplificar um sistema taquigráfico foi criado a fim de designar os específicos níveis de educação e seu desempenho. Esta abreviação é comumente usada em artigos, publicações e legislação educacional. A seguinte lista contém os símbolos taquigráficos comumente encontrados:
- P–14: do pré-escolar ao grau de associado
- P–16: do pré-escolar ao bacharelado
- P–18: do pré-escolar ao mestrado
- P–20: do pré-escolar à pós-graduação
- K–14: do jardim de infância ao grau de associado
- K–16: do jardim de infância ao bacharelado
- K–18: do jardim de infância ao mestrado
- K–20: do jardim de infância à pós-graduação

A unidade de Carreira de Educação Técnica (CTE, em inglês - Career Technical Education) da divisão de Desenvolvimento Econômico e da preparação da Força de Trabalho do Community College da Califónia centra-se no programa de coordenação e advocacia, política de desenvolvimento e coordenação com o sistema K-18 de educação técnica e formação para o trabalho.

A unidade do CTE do escritório da reitoria do ASCCC da divisão de Desenvolvimento Econômico e da preparação da Força de Trabalho do Community College da Califónia centra-se no programa de coordenação e advocacia, política de desenvolvimento e coordenação com o sistema K-18 de educação técnica e formação para o trabalho, e é responsável pela implementação do Vocational and Technical Education Act (VTEA), assim como pela administração e coordenação daquelas atividades que diretamente afetam os objetivos das muitas agências relacionadas. Admais, a unidade do CTE é também responsável pelo desenvolvimento, divulgação e implementação do Plano Estadual da Califórnia e pelos relatórios anuais de desempenho.

Outra referência ao K-18 pode ser encontrada na publicação de Ann Diver-Stamnes e Linda Catelli no capítulo 4 "Universidade e Faculdades: porjetos de parceria para instituir mudanças e melhorias no sistema K-18 de Educação."

## Outras leituras
- Williams, Juliet A. (2013). «Girls can be anything... but boys will be boys: discourses of sex difference in education reform debates». William S. Boyd School of Law. Nevada Law Journal. 13 (2): 12